# 데베체르구

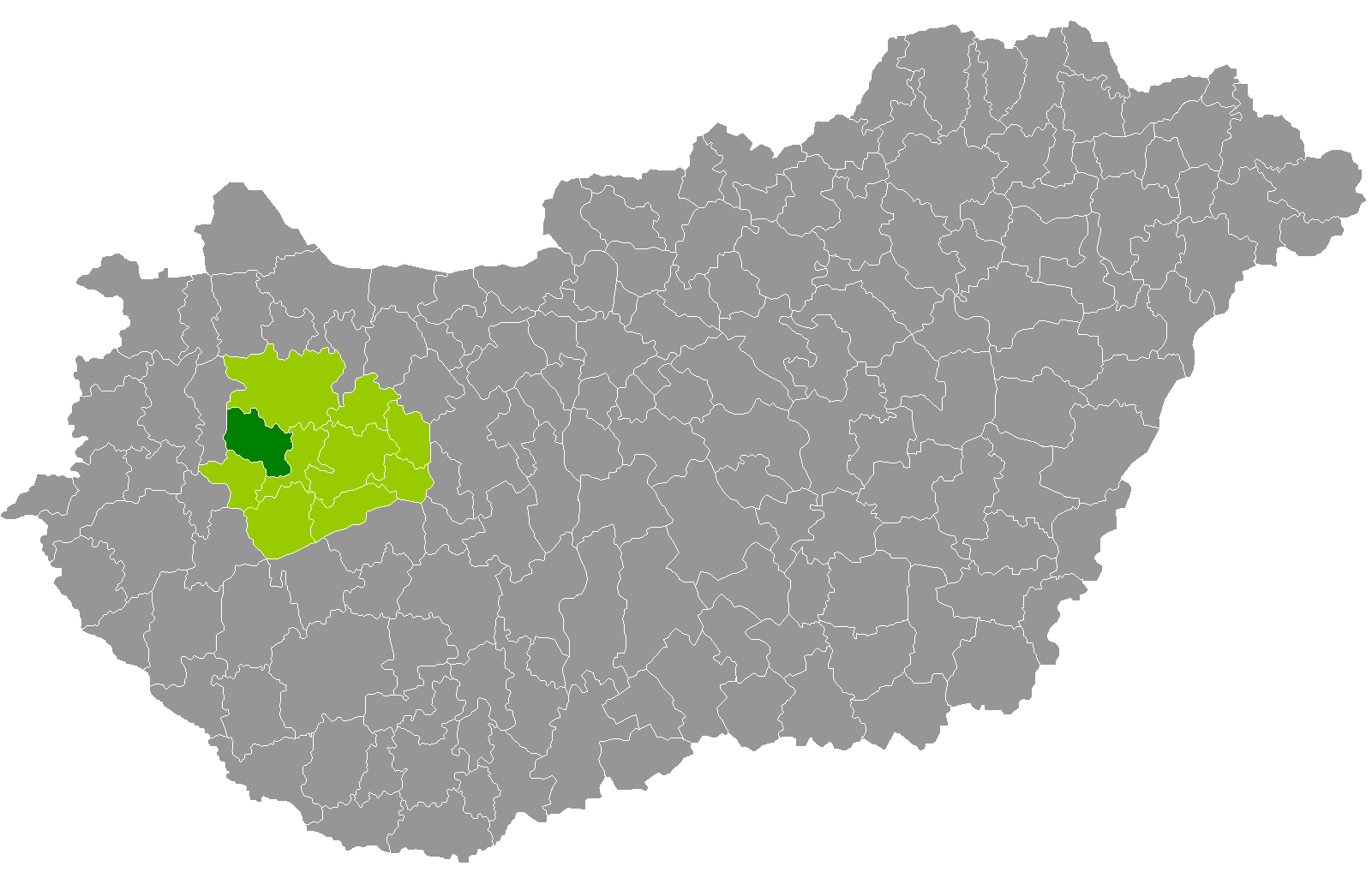
베스프렘주 지도에 표시된 데베체르구의 위치

데베체르구(헝가리어: Devecseri járás)는 헝가리 베스프렘주에 위치한 구로 구청 소재지는 데베체르이며 면적은 421.73km2, 인구는 15,079명(2011년 기준), 인구 밀도는 36명/km2이다.
북쪽으로는 파퍼구, 동쪽으로는 어이커구, 남쪽으로는 쉬메그구, 서쪽으로는 버시주 첼되묄크구와 접한다. 28개 지방 자치체(1개 시, 27개 마을)를 관할한다.

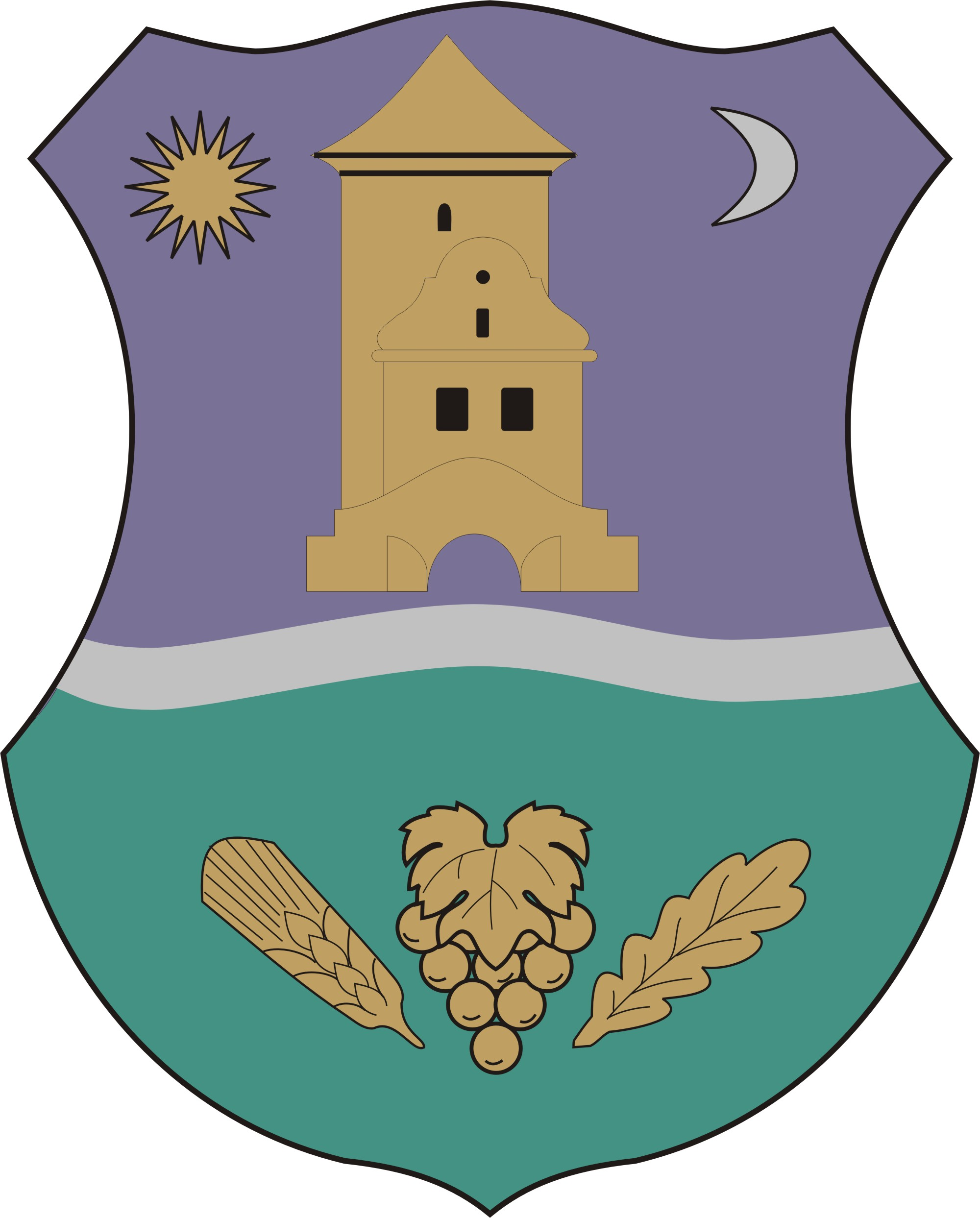
구 문장